# Le Havre
Le Havre (AFI: /lə avʁ(ə)/; in normanno Lé Hâvre, "il porto") è un comune francese di 165 830 abitanti situato nel dipartimento della Senna Marittima nella regione della Normandia.
La città è situata sulla riva destra dell'estuario della Senna ed è importante per il suo porto affacciato sulla Manica. Per il traffico di merci si posiziona al secondo posto in Francia, subito alle spalle di quello di Marsiglia e contemporaneamente si piazza al nono posto in Europa per quanto riguarda il numero di container movimentati.
L'UNESCO, il 15 luglio 2005, ha inserito il centro della città di Le Havre nella lista dei patrimoni mondiali dell'umanità. La superficie di 133 ettari rappresenta secondo l'UNESCO «...un esempio eccezionale d'architettura e d'urbanistica del dopo-guerra» ed è uno dei rari casi di siti contemporanei inscritti in Europa.

## Geografia fisica
Le Havre si trova sulla punta a sud-est del Pays de Caux. La città è incuneata tra il litorale ad ovest, l'estuario della Senna a sud e la costa a nord. La Senna ha segnato per molto tempo una frontiera naturale tra l'Alta e la Bassa Normandia. Per far fronte a questa situazione d'enclave relativo, le opere si sono moltiplicate: la più importante è il ponte di Normandia che collega le due rive della Senna.

### Rilievi e geomorfologia
Il comune di Le Havre è composto da due entità naturali separate da una falesia.
- La città bassa, che comprende il porto, il centro e i quartieri periferici, fu costruita su delle antiche paludi, che furono bonificate a partire dal XVI secolo. Il suolo è composto da terreno alluvionale depositato dalla Senna, mentre il centro della città è stato ricostruito dopo la seconda guerra mondiale, su un metro circa di macerie.
- La città alta, che è costituita da sobborghi residenziali. Si tratta di altopiani inframmezzati da valloni aridi e zone terrazzate. La parte nord-ovest è la più alta (tra 90 e 115 metri d'altitudine). Il Capo Hève è situato a 100 metri circa.

### Il clima
In conseguenza della sua posizione sul litorale della Manica, il clima di Le Havre è oceanico. I giorni con minore vento sono rari e i venti dominanti, che provengono da sud-ovest, portano l'influsso del mare tutto l'anno. Secondo i rilievi della stazione meteorologica di Capo Hève (1970-1999), ci sono 24 giorni all'anno in cui la temperatura scende sotto gli 0 °C e 14 giorni in cui è sopra i 25 °C.
| Le Havre            | Mesi | Mesi | Mesi | Mesi | Mesi | Mesi | Mesi | Mesi | Mesi | Mesi | Mesi | Mesi | Stagioni | Stagioni | Stagioni | Stagioni | Anno |
| Le Havre            | Gen  | Feb  | Mar  | Apr  | Mag  | Giu  | Lug  | Ago  | Set  | Ott  | Nov  | Dic  | Inv      | Pri      | Est      | Aut      | Anno |
| ------------------- | ---- | ---- | ---- | ---- | ---- | ---- | ---- | ---- | ---- | ---- | ---- | ---- | -------- | -------- | -------- | -------- | ---- |
| T. max. media (°C)  | 7,2  | 7,9  | 11,2 | 14,0 | 17,5 | 20,5 | 22,4 | 22,1 | 19,9 | 15,6 | 10,8 | 8,1  | 7,7      | 14,2     | 21,7     | 15,4     | 14,8 |
| T. min. media (°C)  | 1,4  | 1,6  | 2,9  | 5,1  | 8,0  | 10,6 | 12,5 | 12,4 | 10,6 | 7,5  | 4,4  | 2,5  | 1,8      | 5,3      | 11,8     | 7,5      | 6,6  |
| Precipitazioni (mm) | 65   | 53   | 45   | 46   | 53   | 48   | 48   | 51   | 66   | 68   | 78   | 67   | 185      | 144      | 147      | 212      | 688  |

### Spazi verdi
La città ha saputo conservare degli estesi spazi verdi (280 ettari circa): oltre alla moltitudine di parchi nella città bassa, la foresta di Montgeon è il vero polmone verde della città. Vi si trovano dei laghi, un camping, una serra tropicale, una voliera, ed è costituita dai resti della grande foresta che ricopriva tutta la regione di Caux durante la preistoria. È stata acquistata dalla municipalità nel 1902 e sistemata da Michel Bejot tra il 1966 ed il 1971.
Gli altri spazi verdi sono:

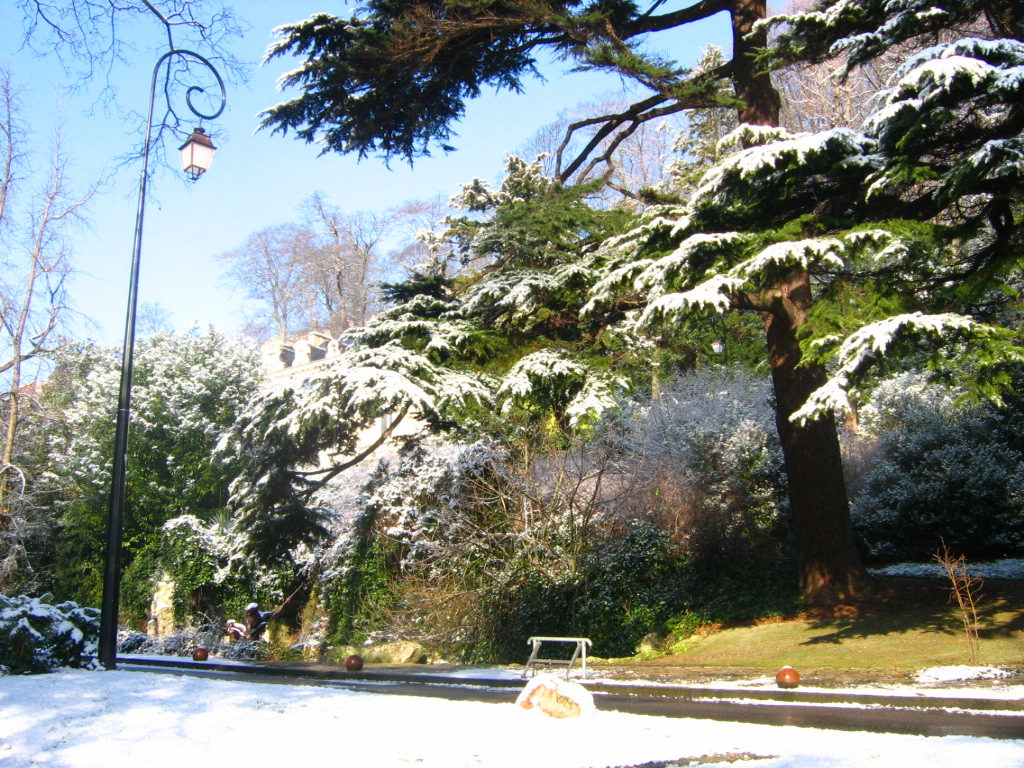
Il parco Hauser

- Il parco di Rouelle: 150 ettari di bosco, di paludi e di stagni, 20 km di sentieri, un arboreto con 200 essenze differenti, un centro equestre;
- I giardini della spiaggia: una duna artificiale di sabbia con piante di ammofila, un fiume d'acqua dolce cosparso di piante acquatiche ed un prato all'inglese;
- Il giardino di Saint-Roch: situato nel centro della città ricostruita da Auguste Perret, si trova al posto di un vecchio cimitero per appestati. È stato aperto nel 1868 ed ha subito dei profondi rimaneggiamenti dopo i bombardamenti della Seconda Guerra Mondiale;
- I giardini del Municipio, che rispecchiano la trama urbanistica voluta da Perret. Sono dei giardini alla francese decorati da fontane e da più di 1.000 m² di aiuole fiorite;
- Il parco Hauser che si compone di un giardino paesaggistico e di una foresta naturale su una superficie di 7.000 m². È un rifugio per i rapaci in pieno centro della città;
- I giardini del priorato di Graville, sistemati su un terrazzamento che strapiomba sulla Senna.

## Storia
La città di Le Havre è relativamente recente, fu fondata l'8 ottobre 1517 da Francesco I. Conobbe un forte incremento demografico grazie al dinamismo del suo porto. I bombardamenti del 1944 segnarono una divisione importante nella storia della città e nello spirito dei suoi abitanti. Oggi, i progetti urbani e portuali si moltiplicano, per fare fronte alle sfide economiche e sociali del XXI secolo.

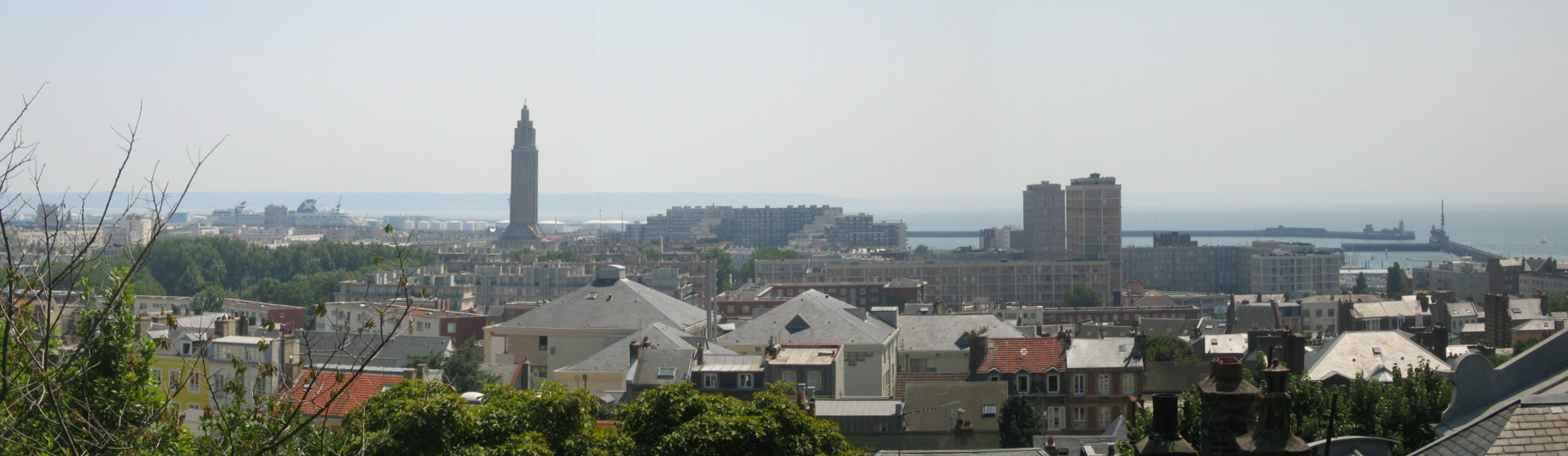
Panorama di Le Havre

### Prima di Francesco I

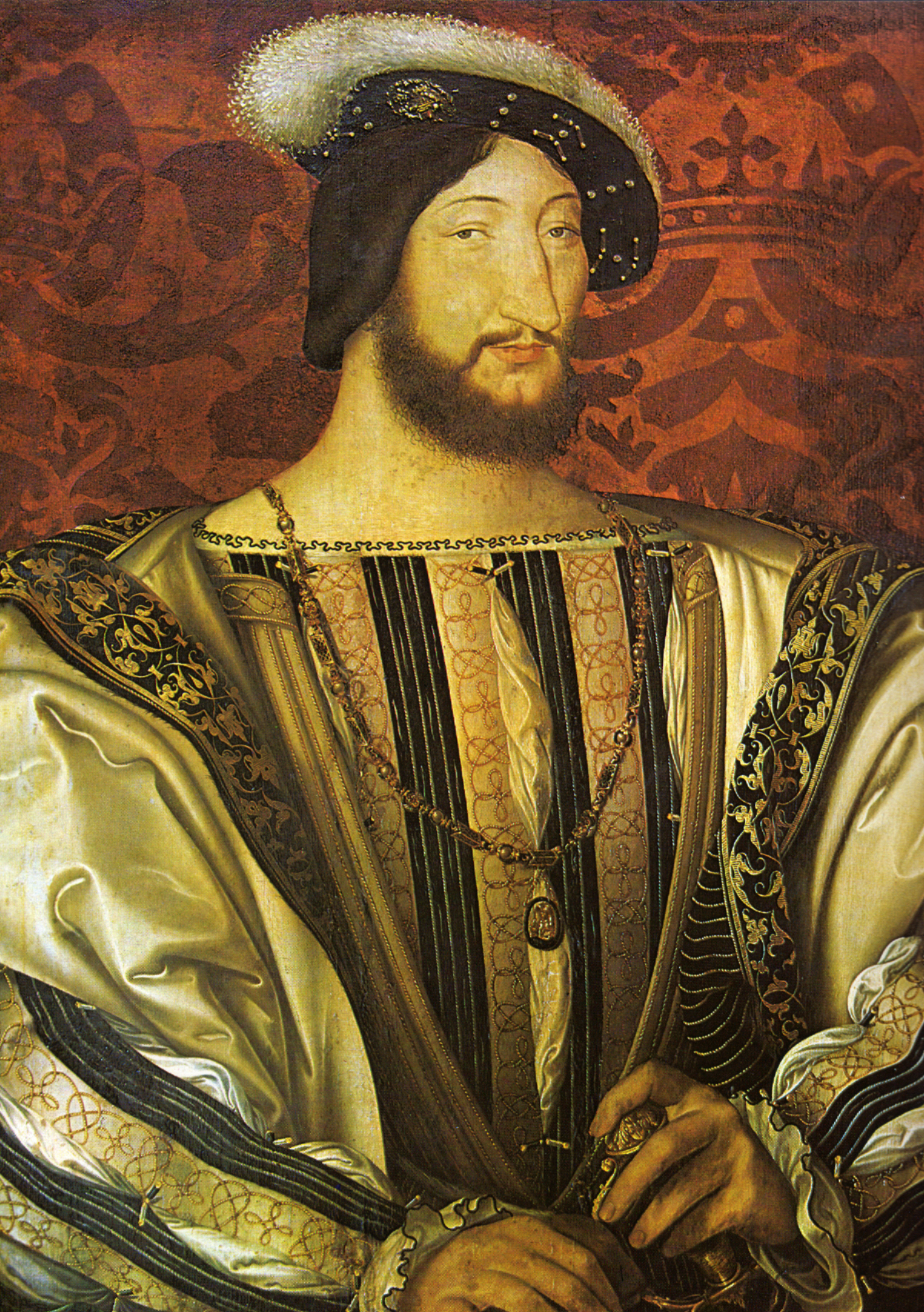
Francesco I

Qualche traccia preistorica è stata riesumata nella regione dell'estuario e nella foresta di Montgeon.
Nell'antichità, il traffico fluviale sulla Senna era in relazione con il dinamismo delle città dell'estuario (porto di Caracotinum, incentrato su Harfleur) ed una strada romana portava da Lillebonne (Luliobona) a Sainte-Adresse (capoluogo della regione Pays de Caux) passando per il territorio dell'attuale comune di Le Havre; molti siti archeologici del periodo romano sono stati ritrovati dagli archeologi nell'agglomerato attuale.
Durante l'alto Medio Evo, il porto dell'Eure era situato a sud-ovest di Harfleur, sulla riva marittima della Senna e serviva da riparo alle navi in attesa dell'alta marea, che permetteva di entrare nel porto; quello di Le Havre non esisteva ancora. Nell'XI secolo, venne costruito il porto di Honfleur, sulla riva sud dell'estuario della Senna. Le navi troppo cariche, non potevano risalire il fiume, pertanto si utilizzavano gli avamporti di Chef-de-Caux, a nord-ovest di Le Havre attuale, Harfleur e Leurre. L'estuario allora non aveva che qualche villaggio di pescatori ed agricoltori, e fu anche in quest'epoca che si organizzarono le prime parrocchie.
Dopo la guerra dei cent'anni, la rinnovata economia e la crescita degli scambi transatlantici fecero germogliare il progetto di un nuovo porto sulla riva nord dell'estuario della Senna. L'insabbiamento del porto di Harfleur ed il timore di uno sbarco inglese portarono Francesco I a fondare il porto di Le Havre e con lui la città.

### La nascita di Le Havre
Malgrado le difficoltà del terreno paludoso e le tempeste, il porto di Havre accolse le prime navi nell'ottobre del 1517. L'8 ottobre 1517, Francesco I firmò la carta della fondazione della città.
Il re nell'agosto 1520 rese perpetui i privilegi degli havresi. La funzione militare fu anch'essa incoraggiata: Le Havre divenne uno dei punti di raccolta della flotta francese durante le guerre. Gli arsenali si svilupparono e le navi partivano verso nuove terre, il nuovo mondo attirava avventurieri e qualcuno partì anche da Le Havre. Alla fine del XVI secolo, il contrabbando prese il sopravvento e Le Havre vide arrivare prodotti americani come cuoio, zucchero e tabacco.
Nel 1536 furono intrapresi da Guillaume de Marceilles i primi lavori di costruzione della futura cattedrale di Notre-Dame e nel 1541 Francesco I incaricò l'architetto italiano Girolamo Bellarmato di progettare le fortificazioni e l'impianto urbanistico della città. Gli vennero concessi i pieni poteri e pertanto organizzò il quartiere di Saint-François secondo norme ben precise.

### Le Havre durante le guerre di religione
La Riforma in Normandia conobbe un successo relativo: i piccoli nobili di Caux ne furono influenzati, tanto che nel 1561 venne costruita una chiesa protestante. L'8 maggio 1562 gli Ugonotti attaccarono Le Havre ma, temendo un contrattacco delle armate reali, si ritirarono verso gli Inglesi, che inviarono delle truppe (6.000 fanti e 300 cavalieri comandati dal conte di Warwick), occuparono la città e costruirono il forte Warwick oltre a quattro bastioni, in virtù del trattato di Hampton-Court.
Le truppe di Carlo IX, comandate dal connestabile di Montmorency, attaccarono Le Havre nel luglio 1563 e gli inglesi furono finalmente cacciati, mentre il forte Warwick fu distrutto su ordine del re di Francia.

### XVII e XVIII secolo

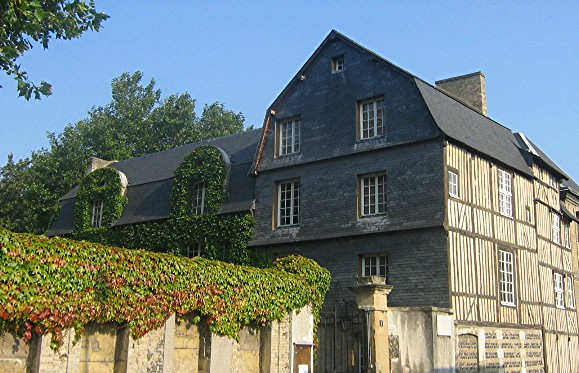
Abitazioni del XVII e XVIII secolo

La funzione di difesa di Le Havre fu riconfermata e l'opera di ammodernamento del porto iniziò nel XVII secolo: su ordine del cardinale Richelieu, governatore della città e primo ministro di Luigi XIII, venne sistemato l'arsenale, le difese furono rinforzate e venne costruita una fortezza.
Le Havre affermò la sua vocazione marittima ed internazionale soprattutto nel corso del XVII secolo: dal 1642 si installò la Compagnia francese delle Indie Orientali, si importavano prodotti esotici (zucchero, cotone, tabacco, caffè e diverse spezie) e la tratta dei Neri, particolarmente nel XVIII secolo, arricchì i mercanti havresi. Tuttavia il commercio marittimo fu sottomesso alle relazioni internazionali ed al contesto europeo, le guerre di Luigi XIV e di Luigi XV interruppero solo momentaneamente lo sviluppo di Le Havre. Gli Inglesi bombardarono a più riprese la città.
Alla fine del XVIII secolo la cittadella fu abbandonata e diventò una semplice caserma.
Lo sviluppo economico di Le Havre si tradusse in un incremento della popolazione (20.000 abitanti nel 1789), ma anche in una trasformazione del porto e della città, con installazioni di manifatture di tabacco nel quartiere di Saint-François e l'ampliamento dei cantieri navali. Nel 1786, durante una visita di Luigi XVI, il re approvò il progetto d'espansione della città e fu Lamandé che si incaricò di moltiplicare per quattro la superficie della medesima.

### Le Havre durante la rivoluzione (1789-1815)
Tra il 1789 ed il 1793, il porto di Le Havre era il secondo della Francia, dopo quello di Nantes. Gli scambi commerciali proseguirono fino alla guerra, anche dopo l'abolizione della tratta dei neri il porto rimase sempre una posta strategica grazie al commercio dei cereali (approvvigionamento di Parigi) ed alla vicinanza del nemico inglese.
L'anno 1793 fu difficile per la Francia, come anche per Le Havre, in conseguenza della guerra, delle insurrezioni federaliste e del marasma economico. Il Terrore religioso trasformò la cattedrale di Notre-Dame in tempio della Ragione e sotto l'impero Napoleone I giunse a Le Havre ed ordinò la costruzione del forte. A causa della guerra contro l'Inghilterra e del blocco, l'attività del porto si ridusse e quella dei corsari aumentò, contestualmente la popolazione di Le Havre diminuì fino a 16.000 abitanti.

### La prosperità di Le Havre nel XIX secolo

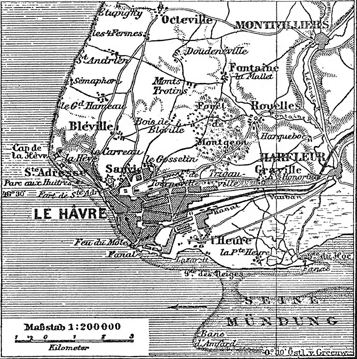
Mappa antica del 1888

La fine delle guerre rivoluzionarie e napoleoniche, permisero al commercio di riprendere normalmente, nella misura in cui si allontanava la minaccia britannica. Il contesto della pace ritrovata e lo sviluppo economico portò un afflusso importante di popolazione. Molti indigenti s'insediarono nel quartiere insalubre di Sain-François e le epidemie di colera, di tifo, di febbre, oltre all'alcolismo ed alla mortalità infantile fecero molte centinaia di morti negli anni tra il 1830 ed il 1850, particolarmente nelle classi povere.
I ricchi mercanti havresi erano una grande minoranza ma il loro numero aumentò, si fecero costruire delle belle residenze fuori dai bastioni e sulla costa. Ma le fortune costruite rapidamente potevano sparire altrettanto velocemente e provocare delle rovine clamorose. Durante tutto il XIX secolo, l'aspetto cosmopolita della città portuaria non fece che rafforzarsi: durante il periodo di prosperità marittima la manodopera della regione di Caux venne spinta verso Le Havre a causa della crisi della tessitura e l'impianto di una larga comunità bretone (10% della popolazione havrese alla fine del XIX secolo) modificò la vita culturale di Le Havre. Il successo economico della città attirò gli imprenditori anglosassoni e nordici, nelle strade e nelle officine si incontravano prima Italiani, polacchi e poi magrebini.
La città ed il suo porto si trasformarono grazie a grandi lavori di sistemazione, in parte finanziati dallo Stato, che si protrassero per tutto il XIX secolo, anche se qualche volta furono interrotti dalle crisi politiche o economiche. Così molti progetti furono portati a compimento nella prima metà del secolo, denotando una propensione per l'ammodernamento urbanistico, come la costruzione della borsa e del bacino commerciale, l'installazione progressiva dell'illuminazione a gas a partire dal 1836, la rimozione delle immondizie nel 1844 e le fognature. A metà del secolo, i vecchi bastioni furono rasi al suolo e i comuni limitrofi furono annessi, di conseguenza la popolazione di Le Havre aumentò bruscamente.
Il periodo 1850-1914 costituì l'epoca d'oro di Le Havre, in effetti se non si considera qualche anno di depressione (guerra di secessione americana e guerra franco-prussiana), il commercio esplose e la città si abbellì di costruzioni importanti (grandi viali, municipio, palazzo di giustizia, nuova borsa). Gli effetti della rivoluzione industriale furono via via più visibili a Le Havre, la prima draga a vapore fu utilizzata nel 1831, i cantieri navali si svilupparono, Frédéric Sauvage mise a punto la sua prima elica ad Havre nel 1833, la ferrovia arrivò nel 1847 e permise di togliere dall'isolamento la città.
I docks furono costruiti nel medesimo periodo, così come i magazzini generali e alla vigilia della prima guerra mondiale, Le Havre era il primo porto europeo per il caffè, importava 250.000 tonnellate di cotone e 100.000 tonnellate di petrolio all'anno. Il settore industriale esisteva ma, nel XIX secolo, restava minoritario, le industrie erano in relazione con il traffico marittimo (cantieri navali, raffinerie di zucchero, fabbriche di corde, ecc.). Il settore bancario si sviluppò, anche se fu largamente tributario dell'estero. La città aveva poche libere professioni e pochi funzionari, il numero delle scuole restò insufficiente fino agli anni ‘70.
Il porto era sempre la porta dell'America, riceveva prodotti tipici (caffè, cotone), mentre le navi europee portavano legna, carbone e grano dal nord Europa, vino e olio dal Mar Mediterraneo. L'abolizione della tratta dei neri portò ad una modifica dei traffici, Le Havre rimase un punto di passaggio per gli emigranti negli Stati Uniti e i viaggi transatlantici diventarono importanti nella seconda metà del XIX secolo. Nel 1913 dei 741.000 passeggeri che transitarono per Le Havre, 150.000 andarono verso gli Stati Uniti: fu l'inizio dell'era dei transatlantici che fecero la fierezza degli havresi.
Dagli anni '30, Le Havre divenne una stazione balneare frequentata dai parigini: infatti la creazione dei bagni marittimi risale a quest'epoca: è nel 1890 che venne costruito il viale lungomare che domina la città marittima, il casinò Marie-Christine è del 1912 ed il palazzo delle Regate del 1906, simboli della borghesia. La fine del XIX secolo e della Belle époque, preannunciavano tensioni sociali esacerbate dall'inflazione e dalla disoccupazione e a partire dal 1886 le agitazioni operaie, sostenute dai socialisti, scuoterono la città.

### Tempi di guerra (1914–1945)
(Francesco Guccini, Amerigo, 1978)

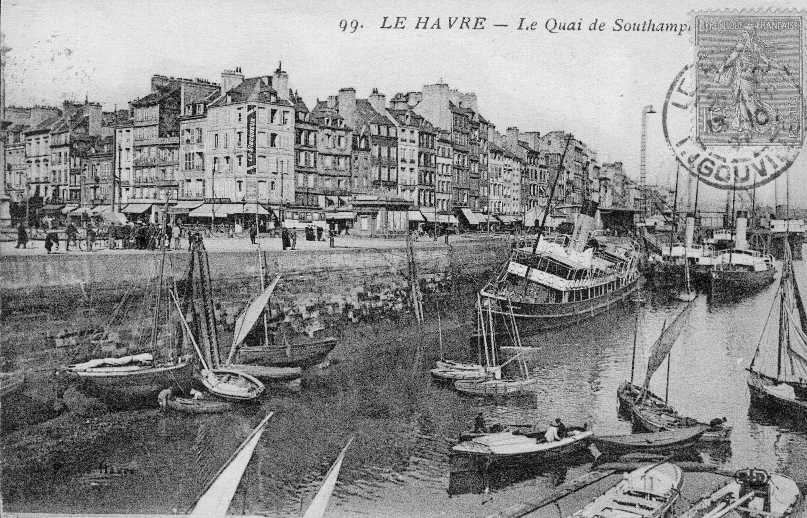
Le Havre negli anni venti

Il bilancio di vite umane della prima guerra mondiale per la città è molto pesante: circa 6.000 morti, la maggior parte soldati partiti per il fronte. La città è risparmiata dalle distruzioni massicce perché il fronte è situato più a nord; tuttavia molte navi nella rada di Le Havre sono silurate ed affondate dai sottomarini tedeschi. Uno dei fatti rilevanti della guerra è l'installazione del governo belga a Sainte-Adresse, nella periferia di Le Havre, per fuggire l'occupazione tedesca. La città servì all'Intesa come base di retrovia, in particolare per le navi da guerra inglesi.

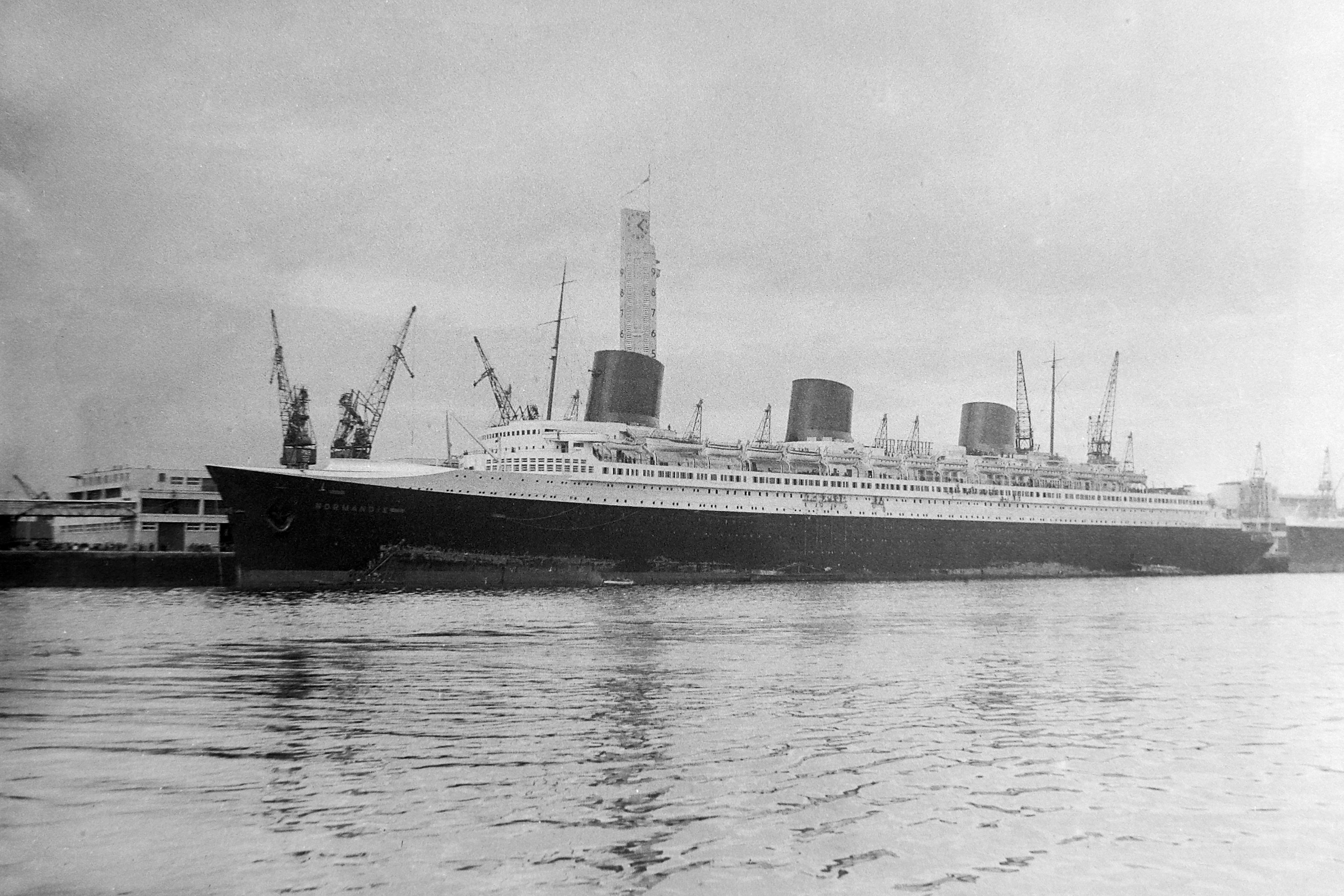
Il transatlantico Le Normandie

Il periodo tra le due guerre è segnato dall'arresto della crescita demografica, le agitazioni sociali e la crisi economica. Alla fine della guerra l'inflazione portò alla rovina numerosi benestanti e la città divenne largamente operaia. La penuria ed il caro vita provocarono il grande sciopero del 1922, nel corso del quale venne proclamato lo stato d'assedio.
Nel 1936 la fabbrica Bréguet di Le Havre venne occupata dagli scioperanti: fu il debutto del movimento operaio, sotto la guida del Fronte Popolare. Sul piano economico, la forte crescita della seconda metà del XIX secolo sembrava conclusa, i porti del nord Europa facevano una concorrenza spietata a Le Havre e i grandi lavori di ammodernamento portuario subirono un rallentamento; nonostante ciò le importazioni di petrolio continuavano ad aumentare, pertanto nacquero le raffinerie ad est di Le Havre.
La crisi mondiale del 1929 e le misure protezionistiche non incoraggiarono lo sviluppo del commercio. Solo il transatlantico Le Normandie partì per New York nel 1935, ma rapidamente si profilarono nuove minacce di guerra ed il pericolo nazista.
I Tedeschi occuparono Le Havre a partire dalla primavera del 1940 con una guarnigione che contava 40.000 soldati. Trasformarono la città in base militare e costruirono la Festung Le Havre (Fortezza Le Havre), linea di casematte, bunker e batterie d'artiglieria, dispositivo che venne integrato nel Vallo Atlantico. Per gli havresi la vita quotidiana si fece difficile a causa della penurie, della censura, dei bombardamenti e della politica antisemita; molti havresi partirono.
La resistenza havrese era costituita attorno a numerosi centri come il groupe du lycée du Havre o ancora quello dei Vagabond Bien-Aimé. Questi gruppi parteciparono sotto la direzione degli inglesi ad azioni di sabotaggio in vista dello sbarco del 6 giugno 1944. Durante la seconda guerra mondiale Le Havre subì 132 bombardamenti, ma le distruzioni più importanti avvennero il 5 ed il 6 settembre 1944, allorché gli Alleati bombardarono il centro della città ed il porto per indebolire gli occupanti.
L'obiettivo era quello di conquistare il porto, per facilitare i rifornimenti e l'avanzamento delle truppe alleate che avanzavano sul suolo francese. Il bilancio dei bombardamenti fu pesante: 5.000 morti, 80.000 senza tetto, 150 ettari rasi al suolo, 12.000 immobili distrutti. Il porto fu distrutto, 350 relitti giacquero sul fondo del mare e sia la rada che l'estuario della Senna furono minati. La città venne liberata il 12 settembre con l'operazione Astonia.

### Storia recente

#### Ricostruzione
Nella primavera del 1945 il Ministero della Ricostruzione e dell'Urbanistica affidò il progetto di ricostruzione del centro della città di Le Havre allo studio Perret. Il materiale ritenuto idoneo per l'edificazione degli edifici era il calcestruzzo e la pianta una trama ortogonale.

#### Difficoltà economiche
Sono dovute alla deindustrializzazione ed alle trasformazioni del commercio portuale; inoltre la crisi petrolifera spiega anche il ristagno industriale della metà degli anni settanta. Le Havre rimase una roccaforte comunista fino agli anni novanta; in seguito la città iniziò un processo di riconversione e la municipalità operò per la rinascita del porto rafforzando la sua immagine.

## Monumenti e luoghi d'interesse
- Cattedrale di Le Havre
- Église Saint-Joseph di Le Havre

## Società

### Evoluzione demografica
Abitanti censiti

## Urbanistica
Le Havre è il più grande comune della Normandia per numero di abitanti, la sua area metropolitana è invece seconda dopo Rouen.

### Il centro della città
In gran parte distrutto durante la Seconda Guerra Mondiale, il centro della città è stato ricostruito in base al progetto dello studio Perret, diretto dall'architetto francese Auguste Perret. Solo il municipio (1952-1958) e la chiesa di San Giuseppe (1951-1957) (107 m di altezza) sono stati progettati personalmente da Auguste Perret. L'UNESCO il 15 luglio 2005, complimentandosi per il lavoro di ricostruzione, ha iscritto il centro della città di Havre nel patrimonio mondiale dell'umanità. Lo spazio di 133 ettari rappresenta secondo l'UNESCO "un esempio eccezionale dell'architettura e dell'urbanistica del dopo guerra" ed è uno dei rari siti contemporanei iscritti in Europa, raggiungendo così il Parco Güell a Barcellona, le case Art Nouveau di Victor Horta in Belgio e le vecchie acciaierie di Völklingen in Germania. Un'altra opera architettonica interessante nel centro della città è quella dello Spazio Oscar Niemeyer, realizzata nel 1982 dallo stesso architetto e chiamata Il Vulcano per la forma dell'edificio.
Di fronte alla riconversione industriale, la città ha incontrato difficoltà economiche rilevanti, una delle conseguenze è la notevole diminuzione della popolazione, che aveva 219.583 abitanti nel 1975 ed è diminuita del 12% a partire da questo anno. Contemporaneamente, il municipio ha riorganizzato la zona delle stazioni, così la stazione stradale (autobus, vetture, taxi) è stata risistemata ed ora è posta nei pressi della stazione ferroviaria. Gli investimenti privati sono molti e comprendono anche tutto l'accesso a Le Havre, che si è vista trasformata.

### I quartieri periferici
Negli anni '90, il municipio, con gli aiuti europei, sviluppò e riconvertì le zone sud di Le Havre: trasformazione dei bacini in sala di concerto (Docks Océane), d'esposizione (Docks Café), in museo (il vecchio Museo Marittimo e Portuale, che ha chiuso per preparare il suo trasloco nell'ambito della Città del Mare), in casinò provvisorio (che prenderà il posto del vecchio palazzo della borsa nel 2006, una volta che i lavori di riorganizzazione saranno terminati), la nuova camera di commercio e d'industria ed il nuovo polo medico.
Nell'ottobre 2004, l'Agenzia Nazionale per il Rinnovamento Urbano (ANRU) ha firmato con il municipio di Le Havre la prima convenzione per finanziare la riqualificazione dei quartieri della periferia. Questa convenzione porterà più di 300 milioni di euro per le grandi opere dei quartieri della zona a nord, dove risiedono circa 41.000 abitanti, tutto questo permetterà di demolire e ricostruire più di 1.700 alloggi.

### Progetti urbani
Gli altri grandi progetti per il III millennio sono: il polo universitario, in corso d'estensione, con la costruzione di alloggi per gli studenti, di una nuova biblioteca e di una nuova mensa universitaria; i vecchi bacini dovranno essere trasformati in luogo di commercio e di svago (cinema, bowling, piscina). Nella stessa zona, la Città del Mare e dello Sviluppo Duraturo si organizzerà nella torre Jean Nouvel. I quartieri portuali a sud saranno sottoposti all'apertura e alla riqualificazione. Progetti di tutela dell'ambiente delle scogliere sono in corso, assieme alla sistemazione del forte di Sainte-Adresse in un giardino botanico nel quale saranno presentate le piantagioni di tutti i continenti, anche con una serra tropicale.

## Cultura
Le Havre ha ottenuto il premio di "Città d'arte e di Storia" nel 2001.
Nel 2006 Le Havre ha accolto la prima Biennale d'Arte contemporanea.

### Teatri, sale di spettacolo e di concerto
- Teatro Comunale
- Teatro dei Bain Douches
- Docks Océan
- Docks Café
- Il Vulcano (Le Volcan), centro culturale progettato da Oscar Niemeyer

### Musei e luoghi di esposizione
- Museo d'arte moderna André Malraux
- Museo marittimo
- Museo dell'Abbazia di Graville
- Museo della Vecchia Havre
- Museo di storia naturale
- Spazio marittimo e portuario dei docks Vauban

### Sport
La città ospita una squadra di calcio che milita in Ligue 1 dal 2023 (Havre Athletic Club, le cui partite si svolgono allo Stade Océane).
Le Havre è rappresentata nel football americano dai Salamandres du Havre, che hanno vinto un Ouest Bowl.
La regata Transat Jacques Vabre parte da Le Havre.

## Economia

### Il porto

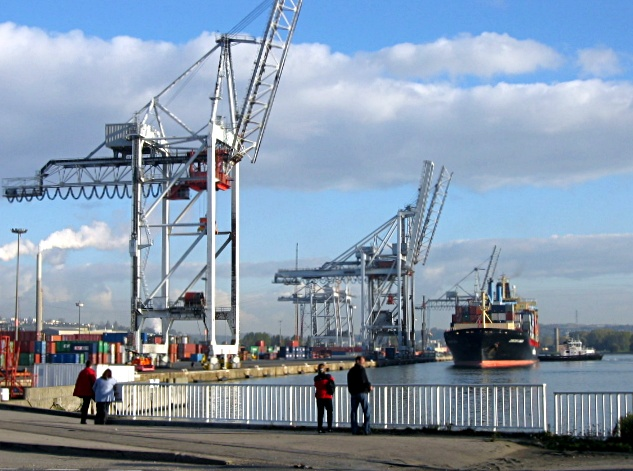
Porto di Le Havre

Primo porto francese per il traffico dei container, si posiziona al secondo posto dopo Marsiglia per volume di traffico delle merci; inoltre per quanto concerne il traffico dei container è al nono posto in Europa. Il porto si sviluppa nel XVI secolo e dispone di numerosi vantaggi per la sua posizione geografica: è il porto più a ovest nella Manica, che è il mare più frequentato del mondo. È un porto d'estuario ed ha alle spalle un hinterland popolato e ricco (agglomerati come Rouen e Parigi), è ben collegato con una densa rete di vie di comunicazione: autostrade, ferrovie, canali, è in continua espansione ed ammodernamento per aumentare i traffici e per diminuire i tempi d'attesa delle navi.
Tutto ciò non deve comunque fare dimenticare il piccolo porto da pesca che si trova nel bacino della Cittadella.

### L'industria
La maggior parte delle industrie si trova nella zona industriale-portuaria, a nord dell'estuario e a est della città di Le Havre. La prima industria della regione havrese, per numero di dipendenti è la Renault, segue un settore importante che è quello petrolchimico, con una serie di società multinazionali petrolifere, 28 stabilimenti industriali che producono plastica, l'impresa AirCelle subappaltatrice dell'Airbus che si occupa degli invertitori di spinta e molte altre.

### Il settore terziario
Nella città da parecchio tempo molte imprese hanno la loro attività in relazione a quella del porto, in primo luogo le società armatrici ma anche le società di assicurazioni marittime.

### Istruzione
- École de management de Normandie

## Infrastrutture e trasporti
Il principale scalo ferroviario della città è la Stazione di Le Havre.
Il 13 dicembre 2012 è entrato in funzione il nuovo servizio di trasporto cittadino su rotaia chiamato Trammy.

## Amministrazione
Il municipio è opera di Auguste Perret. Le Havre ha conosciuto molte espansioni territoriali inglobando comuni vicini:
- 1852: Ingouville e parti di Graville-Sainte-Honorine e di Sanvic
- 1910: Graville-Sainte-Honorine interamente
- 1953: Bléville
- 1955: Sanvic interamente
- 1971: Una parte di Harfleur (quartiere di Caucriauville, circa un terzo della popolazione di Harfleur)
- 1973: Rouelles (con lo statuto di comune associato, 3.184 abitanti nel 1999)

### Gemellaggi
- Tampa
- Dalian
- Pointe-Noire
- San Pietroburgo
- Southampton, dal 1973
- Trieste